# Royal Highland and Agricultural Society of Scotland
Die Royal Highland and Agricultural Society of Scotland (RHASS) ist eine 1784 in Edinburgh als The Highland Society of Edinburgh gegründete, schottische Gesellschaft zur Verbesserung der Highlands. Die RHASS ist  organisiert als gemeinnützige Gesellschaft (Scottish Charity Number SC 004561) mit einer Royal Charter.

## Ziele
Die Royal Charter und die Satzung der RHASS legen den Namen, die Ziele, Ermächtigungen, Struktur und Wahlsystem für die Direktoren und die Pflichten der Beschäftigten fest. Die Ziele werden in Absatz 2 aufgeführt:
1. Förderung der Bildung
2. Förderung der staatsbürgerlichen Gemeinschaft
3. Förderung des [schottischen] Erbes, der Kultur und Wissenschaft
4. Förderung des Schutzes der Umwelt und deren Verbesserung
5. Förderung des Tierwohls

## Geschichte

### Gründung
Schon vor der Gründung der Royal Highland and Agricultural Society of Scotland gab es ein Interesse an der Landwirtschaft und demzufolge Organisationen, die als Vorläufer der RHASS gelten können. Beispielsweise formierte sich 1723 aus einer Gruppe von Landbesitzern die Honourable Society of Improvers in the Knowledge of Agriculture in Scotland mit dem Ziel, Ratschläge zur verbesserten Bewirtschaftung der Ländereien zu erhalten. Die angebotenen Hilfen betrafen Tierhaltung, Feldfrüchte, Gartenbau und Fischerei.
Am 9. Februar 1784 trafen einige geladene Gäste von den Highlands in der Fortune’s Tontine Tavern auf der Royal Mile in Edinburgh zusammen. Unmittelbarer Anlass für das Treffen waren Hungersnöte, die durch schlechte Ernten 1782 in Schottland herrschten. Auf diesem Treffen gründeten diese Gäste die Highland Society of Edinburgh. Man stimmte darin überein, dass eine Gesellschaft erforderlich war, die sich um das Wohl der Highlands kümmerte. Ein Vorsitz wurde gewählt und ein Rundschreiben verfasst, mit dem weitere Mitglieder eingeladen wurden. Am 11. Januar 1785 traf man erneut zusammen, um eine Satzung zu bestätigen. Die Inhalte waren:
1. Eine Untersuchung über den Zustand der Highlands und der Inseln sowie die Lebensbedingungen der Menschen in dieser Region.
2. Eine Untersuchung der Mittel zur Verbesserung der Lage durch Gründung von Städten und Dörfern, durch Verbesserung der Verkehrswege, Förderung der Landwirtschaft, Erweiterung der Fischgründe und Einführung von nützlichen Gewerken und Betrieben.
3. Außerdem solle die Gesellschaft für die angemessene Pflege der Sprache, Dichtung und Musik der Highlands beitragen.

1787 bewarb man sich um eine Royal Charter, die vom damaligen König, Georg II. unter dem Namen The Highland Society of Scotland at Edinburgh gewährt wurde.

### Wirkung
Die Umsetzung der Ziele wurde auf verschiedene Arten versucht. Im ersten Jahr der Existenz wurde eine Professur für Goidelische Sprachen gegründet und die Datensammlung für ein gälisches Wörterbuch wurde begonnen, was 1828 zur Veröffentlichung eines umfangreichen Werkes führte.
1786 wurde eine Analyse der Gesellschaft im Parlament besprochen und führte zu der gesetzlich verordneten Gründung einer Gesellschaft zur Gründung von Fischereidörfern und Städten an der schottischen Küste und den Inseln. Ab 1785 bot die Gesellschaft Medaillen für Berichte zur Landwirtschaft an, wodurch das Interesse angeregt werden sollte und Forschung in diesem Gebiet gefördert wurde. 1790 wurde auf Initiative der Gesellschaft ein Lehrstuhl für Agrarwissenschaften an der University of Edinburgh gegründet.
Im Dezember 1822 veranstaltete die Gesellschaft die erste Leistungsschau für Landwirtschaft im heutigen Garten des Queensberry House in Canongate, Edinburgh, wo damals nur ein paar Schuppen standen. Diese und weitere Initiativen führten zu der Namensänderung, 1834, als sich die Gesellschaft umbenannte in Highland and Agricultural Society of Scotland. Die Änderung reflektierte, was die Gesellschaft in den ersten 50 Jahren ihrer Existenz und auch weiterhin war: eine Landwirtschaftsgesellschaft.
1856 wurde die Gesellschaft ermächtigt, Untersuchungen in der Landwirtschaft durchzuführen. Sie nutzte diese Zulassung zur Begründung von Wettbewerben für Tierzucht, Melioration, Entwicklung von Geräten und Maschinen für die Landwirtschaft, Pflügen usw. Ab 1823 förderte die Gesellschaft Vorlesungen von William Dick an der Veterinärwissenschaftlichen Fakultät. 1840 wurde mit Mentoring der Gesellschaft ein eigener Lehrstuhl für Dick eingerichtet, die Dick Vet School.
1948 änderte sich der Name erneut. Diesmal war es das ehrende Attribut „Royal“, das die Gesellschaft fortan mit Billigung von König Georg VI. nach dessen Besuch der Leistungsschau in Inverness mit seiner Familie tragen durfte.
Während der gesamten Geschichte der Gesellschaft wurden Universitäten und Colleges gefördert und Kurse in Landwirtschaft, Waldwirtschaft oder Veterinärwissenschaft finanziert.

## Veranstaltungen und Aktivitäten

### Royal Highland Show

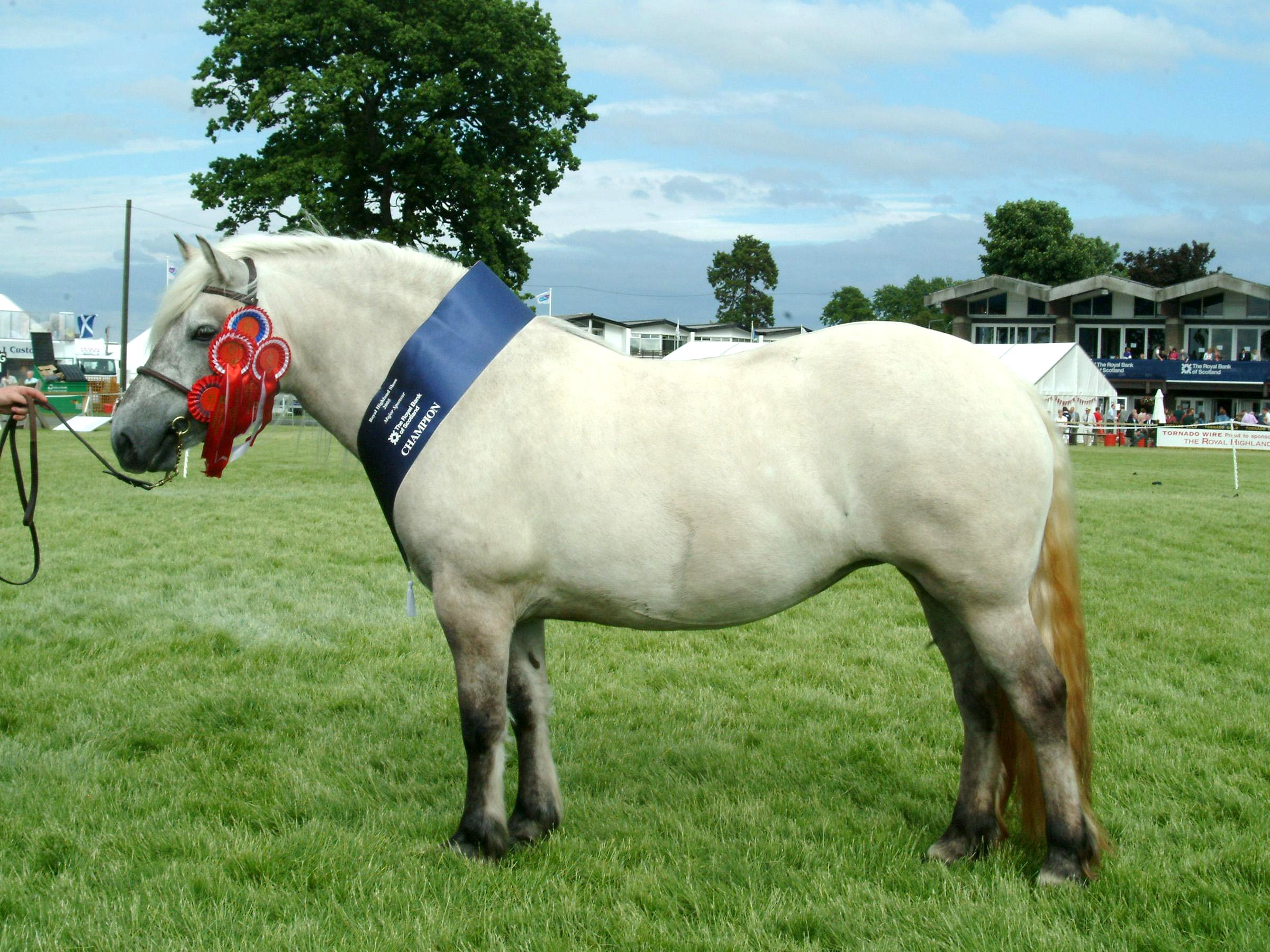
Prämiertes Pony auf der Royal Highland Show 2005

Die RHASS veranstaltet jährlich die Royal Highland Show (RHS), die bekannteste Veranstaltung der RHASS. Die erste Ausstellung wurde 1822 veranstaltet, also lange bevor man das Attribut „Royal“ führen durfte.  Zuvor waren schon Wettbewerbe veranstaltet worden und Preise verliehen, aber man wollte einen festen Termin im Kalender schaffen. Die ersten Ausstellungen fanden im Dezember statt, da man davon ausging, dass sich dann die meisten Interessierten sich in Edinburgh aufhielten. Diese Reglung wurde dann fallengelassen zugunsten der Sommermonate. Bis 1950 war die Highland Show an unterschiedlichen Orten veranstaltet worden. Die zunehmende Bedeutung der Ausstellung machte diese Regelung unpraktisch und man suchte nach einem permanenten Austragungsort. Daher erwarb man 1958 in der Nähe von Ingliston, einem Vorort von Edinburgh, einen Golfplatz. In den dort befindlichen, denkmalgeschützten Gebäuden residiert die Stiftung seither. Nach einer mehrjährigen Entwicklung des Grundstücks wurde 1960 die erste Royal Highland Show auf diesem Gelände veranstaltet, die mit 98'000 Besuchern ein durchschlagender Erfolg wurde. Im Juni 2018 fand für vier Tage die 178. RHS statt und zog ca. 190'000 Besucher an. Das Gelände firmiert mittlerweile als Royal Highland Centre als großer Veranstaltungskomplex mit drei Hallen.

### Sonstiges
Der von der RHASS unterstützte Royal Highland Education Trust (RHET) versucht, Kindern die Wichtigkeit des Landes und der nachhaltigen Bewirtschaftung nahe zu bringen. Darüber hinaus verfügt die Society über eine der umfangreichsten Bibliotheken zum Thema Landwirtschaft. Einige der Ressourcen können nur in dieser Bibliothek zugegriffen werden. Der Archivar der Gesellschaft arbeitet mit seinem Team daran, diese Ressource auch Online verfügbar zu machen und den Nutzen der Bibliothek zu verbessern.

## Organisation
Das Aufsichtsgremium der Royal Highland and Agricultural Society of Scotland ist das Board of Directors. Directors werden wie auch Präsidenten und Vizepräsidenten durch das Annual General Meeting (Jährliche Generalversammlung) gewählt. Das Board besteht aus bis zu 59 Directors. Aus dieser Runde wird das Executive Board gewählt, das aus bis zu acht Directors besteht umfasst Chairman, Immediate Past Chairman/Chairman Designate, Honorary Secretary, Honorary Treasurer und bis zu vier Directors, die zum Board auf eine dreijährige Periode gewählt werden mit einer einmaligen Verlängerungsoption. Der Chief Executive berät das Executive Board, dass min. elf Mal pro Jahr zusammentritt.
Sechs ständige Board Committees bereiten verschiedene Aufgaben vor:
- Komitee für Entwicklung und Allgemeines
- Komitee für Finanzen
- Komitee für Amtsträger
- Komitee für Partnerschaften
- Komitee für Öffentlichkeitsarbeit
- Komitee für Risikomanagement und Arbeitssicherheit
- weitere Board Committees waren zum Zeitpunkt der Berichterstellung in Vorbereitung

Die Vorsitzenden der Komitees berichten dem Board of Directors und sprechen Handlungsempfehlungen aus.

### Beziehungen
Highland Centre Ltd. ist ein zu 100 % im Besitz der RHASS befindliches Tochterunternehmen. Der Royal Highland Society Development Trust wird ebenfalls in den Berichten der RHASS erfasst, da auch hier ein Abhängigkeitsverhältnis besteht. Dagegen ist der Royal Highland Education Trust (RHET) eine von der RHASS unabhängige, eigenständige gemeinnützige Stiftung. Zwar bietet RHASS Büroraum und einige unterstützende Leistungen für RHET, aber die Aufsicht liegt bei einem unabhängigen Board of Trustees, von denen zwei von maximal 12 durch RHASS entsandt werden.